# Cantate con noi
Cantate con noi è un film del 1955 diretto da Roberto Bianchi Montero.

## Trama
Napoli. I vecchi amici Nicola e Pasquale si incontrano in città dopo molti anni. I due, ormai sposati e con dei figli, cercano di far sposare i loro quattro figli tra loro, ma la cosa si rivela da subito ben più difficile del previsto.